# やさしい花 (テレビドラマ)
『やさしい花』（やさしいはな）は、2011年9月16日 20:00 - 20:43にNHK大阪放送局の『かんさい特集』で放送された日本のテレビドラマである。主演は石野真子と谷村美月が務めた。

## 概略
- NHK大阪放送局が取り組む「子どもを守れ」キャンペーンの一環として製作された。
- 関連番組として「もしも明日…わが子に虐待を始めたら」が、2011年9月24日にNHK総合テレビで放送された。
- 第66回文化庁芸術祭参加作品として、2011年10月10日にNHK総合テレビで全国放送された。

## ストーリー
大阪のマンションに暮らす木原友子（石野真子）と卓也（西川忠志）の夫婦。今は娘の葉月（早織）も独立し、夫婦水入らずの幸せな生活を送っている。しかし20年前、卓也が家庭を顧みず、友子が育児ストレスから当時3歳の葉月を虐待。児童相談所の助けを受けて家族関係を立て直した過去を持っていた。
ある日、木原家の下の部屋に若い母親・ユカ（谷村美月）と小さな男の子・ミツル（國分健太）が引っ越してくる。夜になると子どもが泣き叫び、母親の暴力を目の当たりにした友子は、自分と娘とのつらい過去を思い出し、救いの手を差し伸べようと考え始める。他人の家庭にどれだけ関わるべきなのか？素人に何が出来るのか？と躊躇する毎日。
ある夜、ミツルが泣きながらせき込む声が聞こえ、たまらなくなった友子は、ユカの部屋の隣に住む大学生・将志（木咲直人）とともにユカの部屋に入る。吐いて熱を出していたミツルを介抱し、ホッとしたのもつかの間、帰宅したユカに「あんたらに何が分かるんよ！ほっといて！」と協力を拒絶されてしまう。
悩んで過呼吸で倒れた友子を夫の卓也は「関わるな！」となじるが、駆け付けた娘の葉月は、「あの子のことを考えてやって」と友子の背中を押す。そして、ある出来事をきっかけに、友子は、勇気を出して若い親子を助ける行動に出る。

## 出演
- 木原友子：石野真子
育児ノイローゼになり、娘を虐待した経験がある。
- 里美（小林）優花：谷村美月
友子が住むマンションの下の階に住むシングルマザー。息子の充を虐待する。
- 木原卓也：西川忠志
友子の夫。
- 木原葉月：早織（幼少期：後井梨花）
友子の娘。
- 工藤将志：木咲直人
優花の隣の部屋に住む大学生。
- 里美（小林）充：國分健太
優花の息子。4歳。
- ママ：紅萬子
優花が勤めるラウンジのママ。
- アオイ：赤松悠実
優花の同僚のホステス。
- 金森：松寺千恵美
児童相談所の所員
- 三宅：小谷幸弘
児童相談所の所員
- 優花の父：青野敏行

## スタッフ
- 作：安田真奈
- 演出：藤並英樹
- 制作統括：越智篤志
- 製作著作：NHK大阪放送局
- 児童虐待考証：津崎哲郎
- 医事考証：西谷昌也
- 美術：服部竜馬
- 技術：中村正則
- 音響効果：山田正幸
- 撮影：黒川毅
- 照明：青井紀子
- 音声：佐藤善次郎
- 映像：上井紀佳
- 記録：木本裕美
- 編集：狩森ますみ